# Аполло Крід
Аполло Крід (англ. Apollo Creed) — персонаж серії фільмів «Роккі». Професійний боксер, тренер та підприємець. Друг та опонент Роккі Бальбоа. Батько Адоніса Кріда. Виконавець ролі — Карл Везерс.

## Біографія
У першому фільмі Аполло — визнаний чемпіон світу у важкій вазі. Він хоче влаштувати показовий поєдинок із невідомим боксером, щоб зміцнити свій титул. Його вибір падає на Роккі Бальбоа, який привабив його своєю прізвисько «Італійський Жеребець». Проте бій обертається несподіваним чином: Роккі готувався з усією відповідальністю, і в результаті в першому раунді відправив шокованого Аполло в нокдаун, чого з ним раніше ніколи не було. Після цього бій продовжився по-справжньому, і у підсумку у фінальному раунді обоє залишилися на ногах. За очками переміг Аполло, але Роккі теж отримав зізнання. Після перемоги Аполло сказав Роккі, що не буде реваншу.
Другий фільм починається із того ж місця. Роккі та Аполло, обидва поламані та втомлені, потрапляють до однієї лікарні, і там Аполло у присутності преси бере свої слова назад: він хоче реваншу. Але Роккі пасує: йому хочеться пожити спокійно з коханою дівчиною Адріаною. Тим не менш, події першої частини залишають велику ляпку на репутації Аполло: фанати завалюють його листами із заявами, що насправді переміг Роккі, і перемога Крида за очками — пустушка; олії у вогонь підливає преса, яка має таку ж думку. Нарешті Роккі, який недавно став чоловіком і батьком, погоджується на бій, і вони обоє починають готуватися. Цього разу Аполло з самого початку діє серйозно: він завдає Роккі маси міцних ударів, який має намір довести, що Бальбоа витримав перший бій лише тому, що тоді Аполло не був готовий. Крід домінує весь бій, при цьому щосили намагається нокаутувати супротивника. Роккі і цього разу тримається до кінця, незважаючи на серйозну шкоду з боку Аполло. У підсумку у фіналі Роккі відправляє Крида в нокаут, але при цьому й падає сам від утоми. Тим не менш, він встигає стати до фінального відліку рефері і забирає у Крида звання чемпіона. У фінальній промові він дякує Аполло за чудовий бій, після чого вони мирно розходяться.
На момент подій третього фільму Роккі та Аполло відкинули минулі образи і перебувають у приятельських стосунках. Незважаючи на програш, Аполло залишився авторитетом у світі боксу. Коли Роккі приймає виклик боксера-психопату Джеймса «Клаббера» Ленга, Аполло присутній там як гостьовий коментатор. Він піднімається на ринг, щоб побажати удачі обом, але Ленг з огидою проганяє його, заявивши, що не бажає мати справу з невдахою і що Аполло «смердить» у його кутку. Обурений такою неповагою, Аполло бажає успіху Роккі і каже йому, що він надасть усім послугу, якщо здолає «мерзкого черв'яка» Ленга. Однак Роккі, який поставився до бою несерйозно, програє, а відразу після цього вмирає його старший тренер Міккі Голдміл, який був йому майже як батько.
Аполло, щиро співчуючи Роккі, викликається стати його новим тренером, заодно залучаючи до цього свого тренера Тоні «Дюка» Евереса. Вони влаштовують Роккі по-справжньому серйозне тренування, включивши в режим плавання і скакалку. В результаті Роккі не тільки стає сильнішим і швидшим, але й переймає деякі риси стилю бою Аполло. І це все допомагає йому подолати задиру Ленга і повернути собі титул.
Наприкінці фільму виявляється, що в обмін на допомогу Аполло попросив у Роккі третій поєдинок між ними, хоча цього разу у статусі дружнього спарингу. У фінальному кадрі фільму вони завдають один одному перших ударів у обличчя, а результат залишається невідомим. Лише у фільмі Крід: Спадок Роккі Бальбоа, стає зрозумілою, що цей бій виграв Аполло.
У четвертому фільмі Аполло вирішує повернутись на ринг, обравши опонентом російського боксера Івана Драго. Роккі та Адріана обидва заперечують, серйозно побоюючись за друга, але Аполло непохитний. Свій вихід на ринг він супроводжує танцювальним номером під музику Джеймса Брауна. Однак поєдинок обертається зовсім несподіваним чином: Драго не збирався підігравати Криду, і починає битися з ним по-справжньому, завдавши серйозної шкоди непідготовленому Аполло. Роккі, присутній на бою як спеціальний гість, хоче зупинити бій, але гордий Аполло просить його цього робити. У результаті це рішення виявляється фатальним: Драго завдає Криду такого сильного удару нокаутом, що Аполло падає і помирає на руках у Роккі. Сам Драго ставиться до цього абсолютно байдуже, і Роккі присягається помститися. На похороні Аполло він вимовляє зворушливу промову, сказавши, що Аполло був його найкращим другом, і він за ним нудьгуватиме. Він викликає Драго на бій у нього на батьківщині, під час якого бореться у шортах Аполло, розфарбованих у кольори американського прапора. У результаті Роккі мститься за друга, перемігши велетня Драго у фінальному раунді нокаутом.
У п'ятому та шостому фільмах Аполло кілька разів згадується: у п'ятому Роккі згадує Аполло у розмові зі своїм протеже Томмі Ганном (якому пізніше ненадовго дарує шорти Крида), а у шостому часто розповідає про нього відвідувачам свого ресторану, не забуваючи наголошувати, як цінував його як друга. Крім того, у шостій частині Роккі знову тренувався під керівництвом Дюка.
У сьомому фільмі з'ясовується, що за якийсь час до своєї загибелі і Аполло зрадив дружині з дівчиною на прізвище Джонсон, яка в результаті народила сина Адоніса «Донні» Крида. Коли Доні був підлітком, Мері Енн Крід, вдова Аполло, дізналася про існування пасинка та усиновила його, тим більше, що Донні залишився сиротою. З роками в ньому прокинулася батьківська любов до боксу, і він пішов його стопами. Пізніше він став новим учнем Роккі, який знову пішов із боксу, занурившись у ресторанний бізнес. Тренування, яким Роккі піддав Адоніса, частково повторюють тренування самого Аполло. За цей час Роккі та Донні прив'язуються один до одного як дядько та племінник, тим більше, що у Рокки виявляється не-Ходжскінська лімфома. Також він зізнається Адонісу, що дружній бій із фіналу третьої частини виграв Аполло.
Для фінального бою з Ріккі Конланом Адоніс отримує від матері подарунок: оновлені шорти батька, тепер прикрашені прізвищами Аполло та біологічної матері Адоніса. Донні починає програвати, але тут йому приходить бачення батька під час бою, яке надає йому сили. По окулярах він все одно програє, але тримається гідно та отримує визнання. У фінальній промові він каже, що любить батька та розуміє, що він залишив його не спеціально.
У восьмому фільмі у Адоніса з'являється шанс помститися за батька, коли йому кидає виклик Віктор Драго, син Івана, який прагне повернути втрачену свого часу пошану батьківщини. На промо-зустрічі Іван єхидно зазначає, що Адоніс нижчий за батька, ніж майже провокує Крида-молодшого на нападі. Все відбувається багато в чому в тому ж ключі, що Роккі з Клаббером: програш в результаті гніву і відсутності концентрації, але титул Донні зберігає завдяки порушенню з боку Віктора. Наприкінці на повторному бою Доні перемагає по-справжньому, коли Іван добровільно капітулює, вирішивши відмовитись від шансу повернути повагу батьківщини заради здоров'я сина. В останній сцені фільму Адоніс зі своєю нареченою Б'янкою приходить на могилу до батька та повідомляє йому, що помстився за його загибель, а також знайомить його з онукою Амарою.

## Відомі поєдинки
На професійному рингу Аполло Крід провів 50 боїв. З них 48 перемог (47 нокаутом) та 2 поразки.

### Аполло Крід—Роккі Бальбоа
- Місце проведення: Філадельфия
- Дата проведення: 1976 рік
- Результат: Перемога Кріда за рішенням суддів 15-раундового бою.
- Статус: Бій за титул важковаговика та пояс інтерконтиненталь.

### Аполло Крид—Роккі Бальбоа(2-й бой)
- Місце проведення: Філадельфія
- Дата проведення: 1979 год
- Результат: Перемога Бальбоа нокаутом в 15-му раунді 15-раундового бою.
- Статус: Бой за титул тяжеловеса.

### Аполло Крід—Іван Драго
- Місце проведення: Лас-Вегас
- Дата проведення: 31 серпня 1985
- Результат: Перемога Драго нокаутом в 2-му раунді
- Статус: Показовий поєдинок.

## Неофіційні поєдинки

### Роккі Бальбоа—Аполло Крід (3-й бій)
- Місце проведення: Філадельфія
- Дата проведення: 1982 рік
- Результат: В сьомому фільмі Роккі признається Адонису Криду, що бій виграв Аполло.
- Статус: Спаррінг

Третій фільм закінчується тим, що Роккі та Аполло повертаються до спортивної зали Міккі для проведення третього бою між ними.